# Turbotruncana
Turbotruncana es un género de foraminífero planctónico de la Subfamilia Globotruncaninae, de la Familia Globotruncanidae, de la Superfamilia Globotruncanoidea, del Suborden Globigerinina y del Orden Globigerinida. Su especie tipo es Turbotruncana finita. Su rango cronoestratigráfico abarca desde el Campaniense superior hasta el Maastrichtiense superior (Cretácico superior).

## Descripción
Turbotruncana incluía especies con conchas trocoespiraladas planoconvexas, con lado espiral plano pero con la última vuelta de espira dirigida hacia el lado umbilical que provoca que las primeras vueltas de espira queden elevadas en el lado espiral; sus cámaras eran angulocónicas o ángulo-romboidales, y trapezoidales o seleniformes en el lado espiral; sus suturas intercamerales eran curvadas, elevadas y nodulosas (carenas circumcamerales en ambos lados); su contorno era redondeando y ligeramente lobulado; su periferia era angulosa, monocarenada, con carena nodulosa; su ombligo era muy amplio, ocupando a veces la mitad del diámetro de la concha, y rodeado por una hombrera umbilical; su abertura principal era interiomarginal, umbilical-extraumbilical, protegida por un pórtico o una placa amplia; presentaban pared calcítica hialina, macroperforada con baja densidad de poros, con la superficie lisa o finamente pustulosa.

## Discusión
El género Turbotruncana no ha tenido mucha difusión entre los especialistas. Probablemente sus formas se han incluido en Gansserina, del que se diferencia fundamentalmente por las suturas (carenas circumcamerales) elevadas, y la elevación de las primeras vueltas de espira sobre la última en el lado espiral. Clasificaciones posteriores incluirían Turbotruncana en la Superfamilia Globigerinoidea. Otras clasificaciones lo han incluido en la Subfamilia Reissinae.

## Paleoecología
Turbotruncana, como Gansserina, incluía especies con un modo de vida planctónico, de distribución latitudinal cosmopolita, preferentemente subtropical a templada, y habitantes pelágicos de aguas profundas (medio mesopelágico inferior a batipelágico superior).

## Clasificación
Turbotruncana incluye a las siguientes especies:
- Turbotruncana cingula †
- Turbotruncana finita †